# پیپا پیسس (کنتاکی)
پیپا پیسس (به انگلیسی: Pippa Passes) شهری در ایالت کنتاکی کشور ایالات متحده آمریکا است که جمعیت آن در سرشماری سال ۲۰۱۰ میلادی، ۵۳۳ نفر بوده‌است.